# Tulebras
 Tulebras és un municipi de Navarra, a la comarca de Tudela, dins la merindad de Tudela.

## Demografia

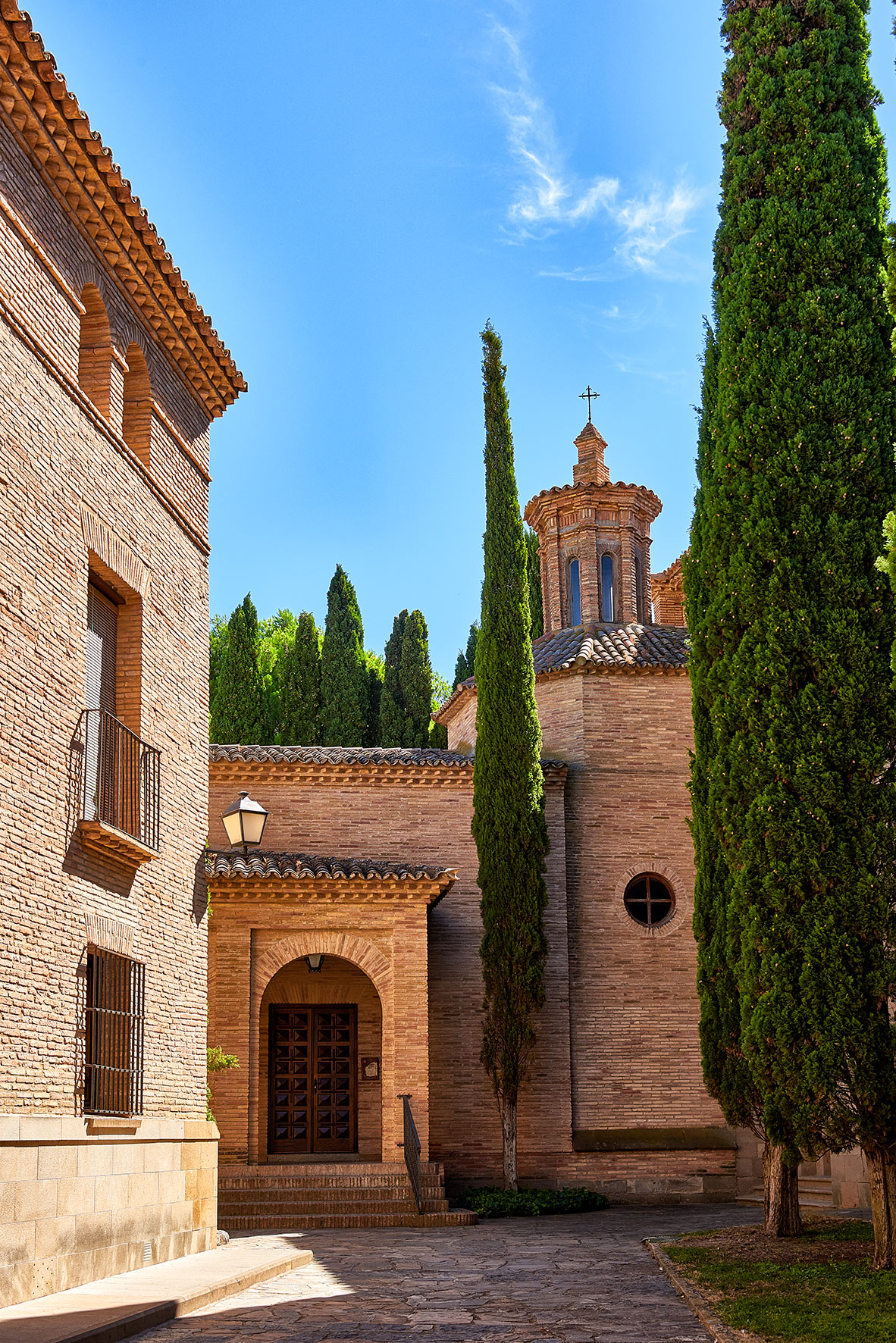
Monestir de Santa Maria de la Caridad de Tulebras (Navarra)

| Evolució demogràfica                                | Evolució demogràfica | Evolució demogràfica | Evolució demogràfica | Evolució demogràfica | Evolució demogràfica | Evolució demogràfica | Evolució demogràfica | Evolució demogràfica | Evolució demogràfica | Evolució demogràfica |
| 1996                                                | 1998                 | 1999                 | 2000                 | 2001                 | 2002                 | 2003                 | 2004                 | 2005                 | 2006                 | 2007                 |
| --------------------------------------------------- | -------------------- | -------------------- | -------------------- | -------------------- | -------------------- | -------------------- | -------------------- | -------------------- | -------------------- | -------------------- |
| 102                                                 | 100                  | 103                  | 108                  | 106                  | 115                  | 110                  | 107                  | 102                  | 107                  | 125                  |
| Fonts: Tulebras i Institut d'Estadística de Navarra |                      |                      |                      |                      |                      |                      |                      |                      |                      |                      |